# Gormogons
L'Ancien et Noble Ordre des Gormogons était une société secrète britannique fondée en 1724 et brièvement active au XVIIIe siècle qui ne laissa aucune trace écrite pour indiquer son véritable but. D'après les témoignages en ayant fait état, il est établi que leur but premier aurait été de tourner la franc-maçonnerie en ridicule. 

## Historique
Durant sa brève existence, l'ordre fut accusé de jacobitisme. Ils auraient été aussi une organisation charitable si l'on en croit ceux qui maintiennent leur tradition vivante.
L'origine du mot serait une variante de « gormagon », qui fut défini par le The 1811 Dictionary of the Vulgar Tongue comme « un monstre a 6 yeux, 3 bouches, 4 bras, 8 jambes dont 5 d'un côté et 3 de l'autre, 3 fessiers 2 jarrets et un vagin sur le dos chevauché par un homme et une femme derrière lui. »
Elle aurait été constituée par Philip Wharton (1698 - 1731) afin de parodier la Grande Loge d'Angleterre avec laquelle il s'était brouillé juste après en avoir été le grand maître.

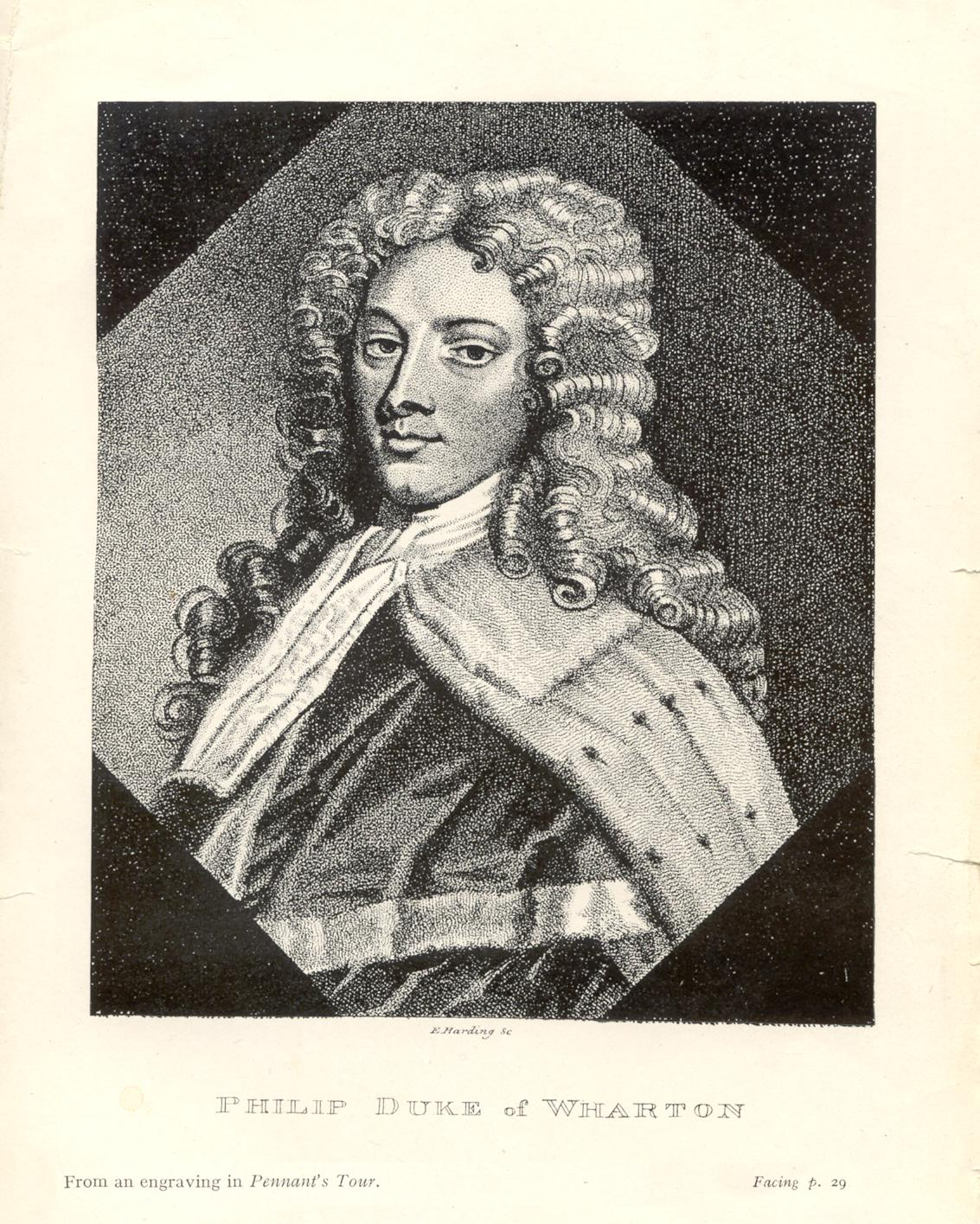
Philip Wharton

L'organisation n'admettait que des non-maçons ou des maçons après qu'ils ont brûlé leurs gants et tabliers.